# KV28
Situé dans la vallée des Rois, dans la nécropole thébaine sur la rive ouest du Nil face à Louxor en Égypte, KV 28 est le tombeau d'un inconnu.
KV 28 est situé dans le sud de la branche principale de la vallée. Le tombeau se compose seulement d'un accès conduisant à une petite chambre rectangulaire avec une porte non explorée dans sa paroi arrière, menant probablement dans une autre chambre. Le tombeau ne comporte aucune décoration.